# 诺姆·贝克
诺曼·亨利·贝克（英語：Norman Henry Baker，1923年2月17日—1989年4月23日），加拿大前职业篮球运动员。